# Lethrinus genivittatus
Lethrinus genivittatus és una espècie de peix pertanyent a la família dels letrínids.

## Descripció
- Pot arribar a fer 25 cm de llargària màxima (normalment, en fa 15).
- 10 espines i 9 radis tous a l'aleta dorsal i 3 espines i 8 radis tous a l'anal.
- El cos és de color canyella o marró a la part dorsal, blanc a la ventral i amb tres franges de color marró o canyella.
- Les aletes són pàl·lides i esquitxades amb petites taques blanques.[5][6]

## Reproducció
És hermafrodita.

## Alimentació
Menja crustacis i peixets.

## Hàbitat
És un peix marí i d'aigua salabrosa (entra als rius), associat als esculls i de clima tropical (35°N-30°S) que viu entre 5 i 25 m de fondària.

## Distribució geogràfica
Es troba a Indonèsia, el nord d'Austràlia, les illes Filipines, el sud del Japó, Papua Nova Guinea i les illes Carolines.

## Longevitat
La seua esperança de vida és de 7 anys.

## Estat de conservació
Els hàbitats on viu es troben sotmesos a una sèrie d'amenaces com la contaminació de l'aigua, la desforestació dels manglars, la sobrepesca, el turisme, el desenvolupament costaner i l'augment de la temperatura del mar a causa de l'escalfament global.

## Observacions
És inofensiu per als humans i es comercialitza fresc.